# Holzhauser Kellersteine
Die Großsteingräber Holzhauser Kellersteine sind zwei Grabanlagen der jungsteinzeitlichen Trichterbecherkultur nahe der Wildeshauser Bauerschaft Holzhausen im Landkreis Oldenburg, Niedersachsen. Sie tragen die Sprockhoff-Nummern 954 und 955.

## Beschreibung

### Holzhauser Kellersteine 1
Grab 1 liegt nordwestlich von Holzhausen, links der Holzhauser Bäke, und knapp 1 km südlich der Bundesstraße 213. Das Grab befindet sich in einem recht guten Erhaltungszustand. Es besitzt eine ost-westlich orientierte Grabkammer mit einer Länge von 10 m sowie einer Breite von 1,5 m im Westen und 2 m im Osten. Eine Umfassung war nicht vorhanden. Die Aufnahme des Grabes durch Ernst Sprockhoff im Jahr 1929 ergab, dass der Großteil der ursprünglichen Steine der Grabkammer noch vorhanden ist. Die beiden Wandsteine der Schmalseiten sowie jeweils sechs Wandsteine der Langseiten stehen noch in situ. Ein weiterer Wandstein der Südseite ist umgefallen. Der östlichste Wandstein der Nordseite fehlt. Von den ursprünglich sieben Decksteinen sind noch fünf erhalten: Vier sind in die Kammer gestürzt, der fünfte ruht noch in etwa an seiner ursprünglichen Position. Auf der Südseite weist die Kammer eine Lücke auf. Hier dürfte sich der ursprüngliche Eingang befunden haben, das Grab ist somit dem Typ der Ganggräber zuzuordnen.

### Holzhauser Kellersteine 2

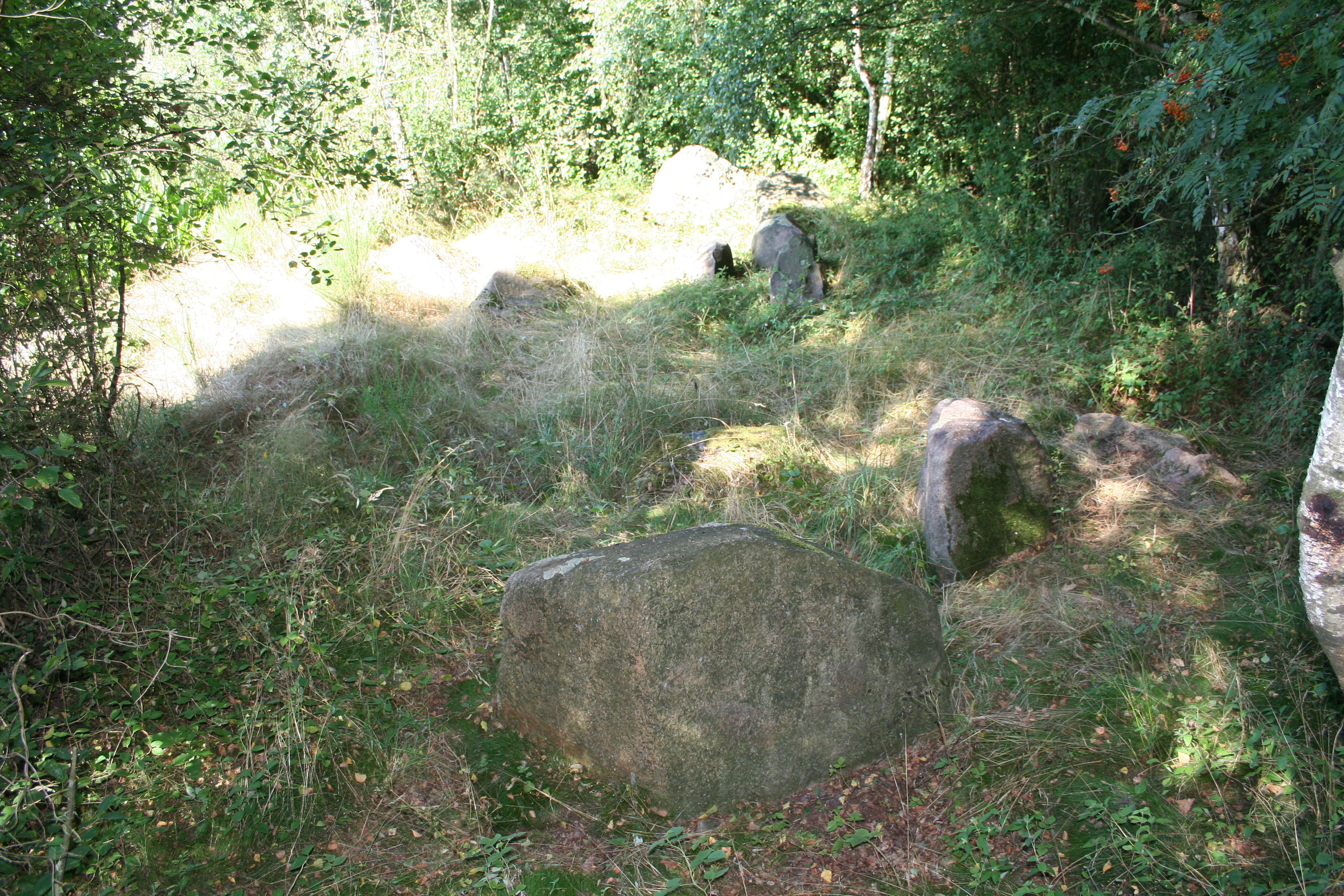
Großsteingrab Holzhauser Kellersteine 2

Grab 2 liegt etwa 400 m südöstlich von Grab 1, jedoch auf der rechten Seite der Holzhauser Bäke. Es befindet sich direkt am Rand einer Waldfläche. Sein Erhaltungszustand ist deutlich schlechter als der von Grab 1. Die Grabkammer ist ungefähr ost-westlich orientiert. Sie hat eine Länge von 10,5 m und eine Breite von 1,4 m. Ernst Sprockhoff konnte 1929 noch feststellen, dass sich die beiden Wandsteine der Schmalseiten sowie ein Wandstein der südlichen und fünf Wandsteine der nördlichen Langseite noch in situ befanden. Darüber hinaus lagen noch über ein Dutzend weitere Steine verstreut umher, bei denen es sich um weitere Wandsteine oder um zerbrochene Decksteine handeln dürfte. Eine erneute Aufnahme des Grabes durch Bernd Rothmann im Jahr 2007 ergab, dass sechs der von Sprockhoff verzeichneten Steine in der Zwischenzeit entfernt worden waren. In den folgenden Jahren kam es zu weiteren Zerstörungen.

## WeitereKellersteinegenannte Großsteingräber
Der Name „Kellersteine“ ist für Großsteingräber in der Wildeshauser Geest dreifach vertreten. Bei den anderen Gruppen handelt es sich um die weiter westlich gelegenen Steinloger Kellersteine und die Ahlhorner Kellersteine.